# Partit Agrari (Espanya)
El Partido Agrario Español va ésser un partit polític fundat al gener del 1934 pels diputats de la minoria agrària i liderat per José Martínez de Velasco. Al setembre del mateix any se'n constituí una secció a Barcelona, presidida per José Gómez Monche, al gener del 1935 s'organitzà a Lleida (Coll Soldevila) i al juny ho feu a Reus (liderat per Juan Cortina i Pablo Aymat). Al mes de maig conegué l'adhesió de la Coalición de Defensa Obrera.
Va ser una organització política espanyola de l'àmbit de la dreta tradicional, que va tenir gran rellevància en els processos de reforma agrària del segle xx. S'hi van integrar un gran nombre de representants de la vella classe política característica de la monarquia d'Alfons XIII que havia inaugurat en 1886 Antonio Cánovas del Castillo i va tenir gran rellevància en l'oposició a la reforma agrària del ministre Marcel·lí Domingo (Izquierda Republicana).
Va guanyar escons en el mitjà rural durant el bienni radical-cedista de la II República. En les seves files hi havia petits i mitjans agricultors defensors de la propietat privada i dels latifundis tradicionals, especialment en Castella la Vella. El seu president i fundador va ser José Martínez de Velasco i altres membres destacats van ser Nicasio Velayos Velayos, Antonio Royo Villanova, Alfredo García Ramos i José María Cid Ruiz-Zorrilla.

## Minoria Agrària
A les Corts Constituents es van fer notar, per la seva actuació en el si de la Minoria Agrària, qui haurien de ser els seus principals dirigents: Antonio Royo Villanova, cèlebre per la seva aferrissada oposició a l'Estatut d'autonomia de Catalunya de 1932; José María Cid, tenaç opositor a la llei de reforma agrària, i José Martínez de Velasco, president, en aquell temps, d'aquesta minoria, convertida en baluard combatiu de les diverses dretes no republicanes. Els integrants de la Minoria Agrària foren:
En el debat de totalitat del projecte de Constitució Espanyola de 1931 el seu portaveu va ser el canonge i diputat per Burgos, Ricardo Gómez Rojí. Durant la seva intervenció es va oposar al projecte presentat per la Comissió de Constitució fonamentalment en tres qüestions a les quals va dedicar gairebé tota la seva intervenció: el dret de propietat privada (un "dret natural" amenaçat perquè el projecte obria "les portes per un exagerat socialisme"), la família (oposant-se al divorci perquè el matrimoni és "sagrat" i, per tant, indissoluble) i l'Església Catòlica, oposant-se a la llibertat de consciència, a la llibertat de cultes i a la separació de l'Església i l'Estat, així com a la dissolució dels ordes religiosos. En aquest aspecte considerava el projecte de la Comissió de Constitució "anticatòlic" i "antimoral".
| « | És, senyors, la llibertat de consciència un dret de l'home? (...) Si per llibertat de consciència s'entén que cada un és lliure per formar l'opinió que vulgui, sense mirar si és falsa o és vertadera, això, senyors, no és un dret de l'home: l'home té l'obligació de veure quina és la veritat, per seguir-la, o quina és la falsedat, per apartar-se'n. (...) La tolerància civil absoluta, on hi ha principis iguals per a tots els cultes i totes les religions, pel mateix que confon la veritat amb la falsedat, aquesta tolerància civil ni és digne en el terreny de les idees, ni és útil en el terreny dels fets, ni és sistema de govern per als pobles. (...) Què direm de la separació de l'Església i l'Estat? La creiem falsa, la creiem injusta i la creiem de tristos efectes per al poble | » |

Com a mesura de protesta per l'aprovació de l'article 26 de la Constitució la Minoria Agrària, juntament amb l'altre grup de la dreta catòlica, la Minoria basco-navarresa), es va retirar de les Corts Constituents, iniciant amb el manifest que les dues minories publicar conjuntament una campanya de mobilitzacions i de protestes dels catòlics a favor de la revisió de la Constitució.
| « | La intransigència de les Corts i el seu divorci del sentir del poble, manifestats en el criteri relatiu a la propietat, la família, l'ensenyament i fins i tot als fonaments mateixos de l'ordenació social ... ha culminat en els preceptes relatius a la qüestió religiosa. L'acord dels nuclis de majoria va donar per resultat la redacció d'un article netament persecutori, disfressat amb aparences de mesura salvadora del règim. (...) Denegat a l'Església catòlica i a les seves institucions un règim de dret comú de simple ciutadania, amb menyscapte dels més elementals drets de l'home ... la Constitució que va a aprovar no pot ser la nostra. (...) Nosaltres vam aixecar ja des d'ara, dins de la llei, la bandera de la seva revisió. Si a les Corts ens desentenem del problema, el portem sense pudor davant l'opinió en una intensa campanya que des d'ara iniciem. (...) Dirigim als catòlics una crida enèrgica i urgent a l'acció. La Constitució política, nodrida d'esperit sectari, no existeix per a nosaltres. Davant seu, tots units com a germans. (...) L'esforç que estèrilment hauríem de desenvolupar en l'elaboració d'una Constitució antireligiosa i antisocial, que emprarem a moure l'opinió en contra | » |

## Membres destacats
Els agraris van formar part dels governs republicans de manera pràcticament ininterrompuda de desembre de 1933 a desembre de 1935.
El seu president i fundador va ser José Martínez de Velasco i altres membres destacats van ser Nicasio Velayos Velayos, Antonio Royo Villanova i José María Cid Ruiz-Zorrilla. Els quatre esmentats van ocupar ministeris durant el bienni radical cedista (1933 - 1935). Cid va ocupar les carteres de Comunicacions (desembre de 1933 a octubre de 1934) i d'Obres Públiques (octubre de 1934 a març de 1935). Royo Villanova va exercir la cartera de Marina i alhora Velayos va ocupar la d'Agricultura (de maig a setembre de 1935). També Nicolás Franco, germà gran de Francisco Franco, va pertànyer al partit, del qual va arribar a ser secretari general, així com Antonio Rodriguez Cid.
Martínez de Velasco, finalment, va substituir Velayos en el ministeri d'Agricultura (unit al d'Indústria i Comerç) i va acabar per ocupar, fins a desembre de 1935, la cartera d'Estat. Va ser també Alcalde de Madrid. A les eleccions generals espanyoles de 1936 el Partit Agrari Espanyol es va presentar unit a la dreta en la majoria de les circumscripcions electorals i va obtenir 13 diputats, que es van quedar en 11 en ser anul·lades les eleccions a Granada i passar-se un agrari a les files de la CEDA. Després de l'esclat de la Guerra Civil, el president del PAE, Martínez de Velasco, va ser assassinat a la Presó Model de Madrid a l'agost de 1936. El partit va desaparèixer i els dirigents que van sobreviure van donar suport al bàndol franquista i es van integrar més tard en el règim de Franco.

## Grups afins
El Partit Agrari Espanyol va comptar amb alguns antecedents, entre els quals el més important va ser el Partit Nacional Agrari, creat a Valladolid el maig de 1930 i encapçalat per Francisco Rodríguez Roldán. Va tenir el seu epicentre a les zones blateres de Valladolid i Zamora, però va desaparèixer amb l'arribada de la II República. Alguns dels seus membres, com el diputat Pedro Martín y Martín, s'integrarien a la Minoria Agrària de les Corts Constituents republicanes i, posteriorment, en el mateix Partit Agrari Espanyol.
Durant l'època republicana van proliferar, al costat del Partit Agrari Espanyol, coalicions electorals i partits, generalment de signe conservador, que es denominaven també "agraris", amb el propòsit d'aconseguir el suport dels agricultors a les zones rurals. Així, a les eleccions de 1931 va concórrer a Burgos la candidatura anomenada Catòlico-Agrària, composta pel tradicionalista Francisco Estévanez Rodríguez i el canonge de la catedral Ricardo Gómez Rojí. El 1933 es van presentar, també a Burgos, tres candidats d'Acció Rural, un dels quals, Ángel García Vedoya, es comptaria entre els fundadors del Partit Agrari Espanyol.
Igualment, durant el primer bienni republicà, paral·lelament a l'activitat de la Minoria Agrària, van aparèixer nombroses organitzacions d'àmbit regional i provincial que es van denominar "agràries", lligades en bona part a la Confederació Nacional Catòlico-Agrària (CNCA) i que majoritàriament s'unirien a la dretana Acció Popular per crear la Confederació Espanyola de Dretes Autònomes (CEDA). La CEDA, de fet, va rivalitzar amb els agraris a l'hora d'aconseguir el suport dels propietaris rurals conservadors.
D'altra banda, per raó de la seva acceptació de la República, poden considerar afins al Partit Agrari Espanyol a altres formacions com el Partit Republicà Progressista de Niceto Alcalá-Zamora, el Partit Republicà Conservador de Miguel Maura o el Partit Republicà Liberal Demòcrata de Melquíades Álvarez. Totes elles defensaven un republicanisme conservador que buscava rectificar algunes de les polítiques del primer bienni republicà, cas de la política religiosa (plasmada en l'article 26 de la Constitució i la Llei de Confessions i Congregacions) o la política agrària (plasmada en una llei de Reforma Agrària i en altres mesures complementàries que van suscitar l'oposició de molts propietaris).